# Kirkjufjall (berg i Island, lat 65,74, long -18,46)
Kirkjufjall är ett berg i republiken Island. Det ligger i regionen Norðurland eystra, 240 km nordost om huvudstaden Reykjavík. Toppen på Kirkjufjall är 1 378 meter över havet.
Trakten runt Kirkjufjall är nära nog obefolkad, med mindre än två invånare per kvadratkilometer. Närmaste större samhälle är Akureyri, omkring 20 kilometer öster om Kirkjufjall. Trakten runt Kirkjufjall består i huvudsak av gräsmarker.